# Kartingowy Puchar Pokoju i Przyjaźni
Puchar Pokoju i Przyjaźni, także Puchar Krajów Demokracji Ludowej i Puchar Przyjaźni Krajów Socjalistycznych – cykl wyścigów kartingowych, odbywający się wśród zawodników państw socjalistycznych w latach 1964–1989.

## Historia
W ramach pucharu wyłaniano mistrza wśród kierowców i narodów. Pierwsza edycja cyklu odbyła się w 1964 roku, a wzięli w niej udział zawodnicy polscy, radzieccy, węgierscy i wschodnioniemieccy. Odbyły się wówczas trzy eliminacje (w NRD, Polsce i na Węgrzech). W pierwszych latach puchar zdominowali zawodnicy NRD, których gokarty były napędzane przez silniki MZ o pojemności 125 cm³. Pierwszym mistrzem został Winfried Parthum. Podczas zawodów w Szegedzie w 1968 roku śmiertelnemu wypadkowi uległ Klaus Schuring, któremu przyznano pośmiertnie tytuł mistrzowski. 
Do początku lat 70. tytuły dzielili między sobą kierowcy z NRD i ZSRR. W 1970 roku w zawodach zadebiutowała Czechosłowacja, która już rok później zdobyła mistrzostwo narodów, a kierowcy z tego kraju sześć razy z rzędu byli mistrzami w klasyfikacji kierowców. W sezonie 1974 w cyklu zadebiutowała Bułgaria, a w 1980 Rumunia. Puchar organizowano do 1989 roku. 

## Mistrzowie
| Sezon | Kierowca          | Naród          |
| ----- | ----------------- | -------------- |
| 1964  | Winfried Parthum  | NRD            |
| 1965  | Horst Winzler     | NRD            |
| 1966  |                   | NRD            |
| 1967  | Aleksandr Safonow | NRD            |
| 1968  | Klaus Schuring    | ZSRR           |
| 1969  | Aleksandr Safonow | ZSRR           |
| 1970  | Horst Winzler     | NRD            |
| 1971  | Jürgen Koch       | Czechosłowacja |
| 1972  |                   | Czechosłowacja |
| 1973  | František Dykast  | Czechosłowacja |
| 1974  | Z. Kyselý         | Czechosłowacja |
| 1975  | František Dykast  | ZSRR           |
| 1976  | Pavel Kyselý      | ZSRR           |
| 1977  | Milan Šimák       | Czechosłowacja |
| 1978  | Milan Šimák       | Czechosłowacja |
| 1979  | Piotr Buszłanow   | ZSRR           |
| 1980  | Piotr Buszłanow   | ZSRR           |
| 1981  | Piotr Buszłanow   | ZSRR           |
| 1982  | Piotr Buszłanow   | ZSRR           |
| 1983  | Josef Kopecký     | Czechosłowacja |
| 1984  |                   |                |
| 1985  |                   |                |
| 1986  |                   |                |
| 1987  |                   |                |
| 1988  |                   |                |
| 1989  |                   |                |